# Cinema Impero

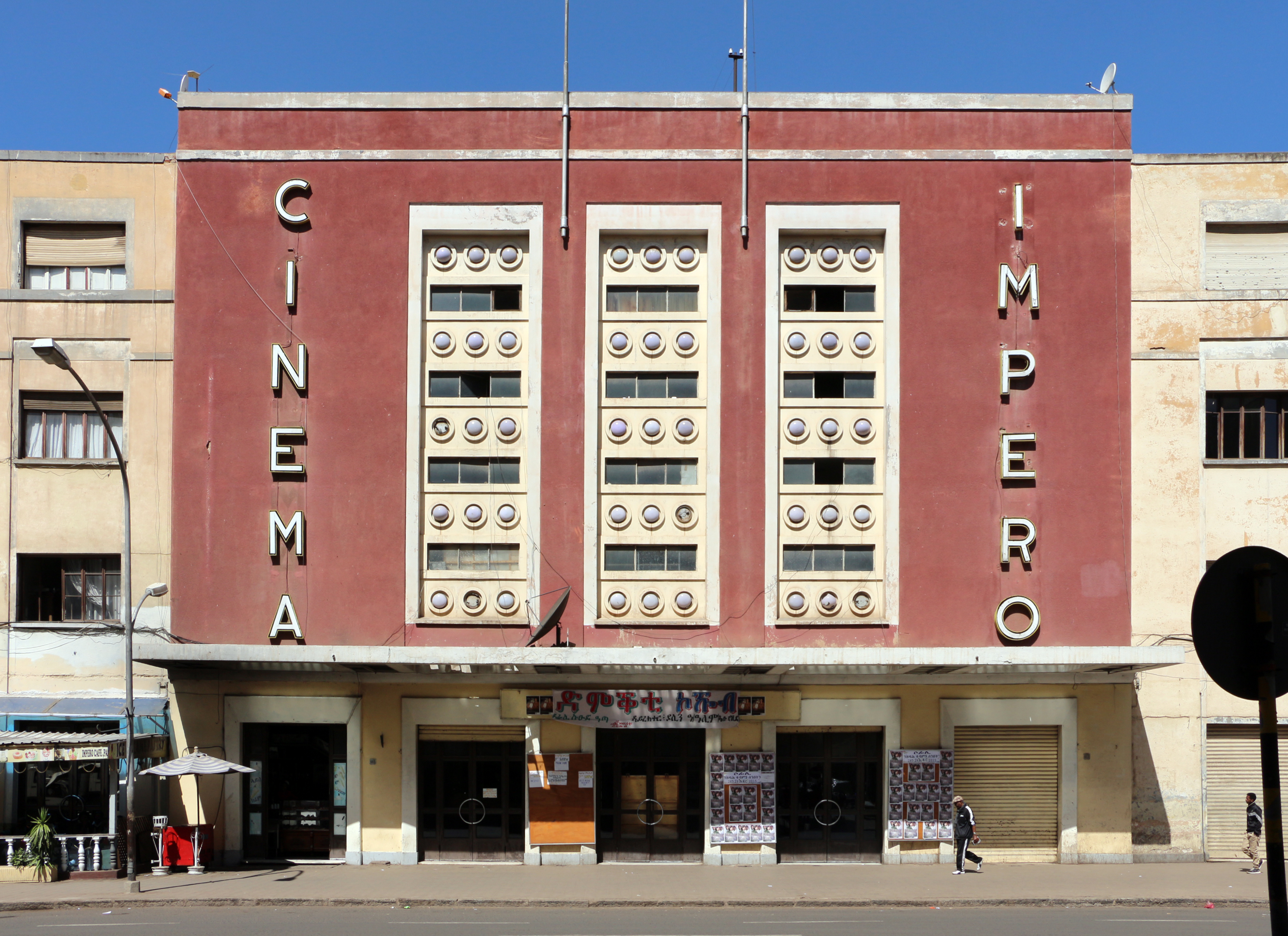
O Cinema Impero foi construído em Asmara em 1937. É um exemplo famoso do estilo art déco.

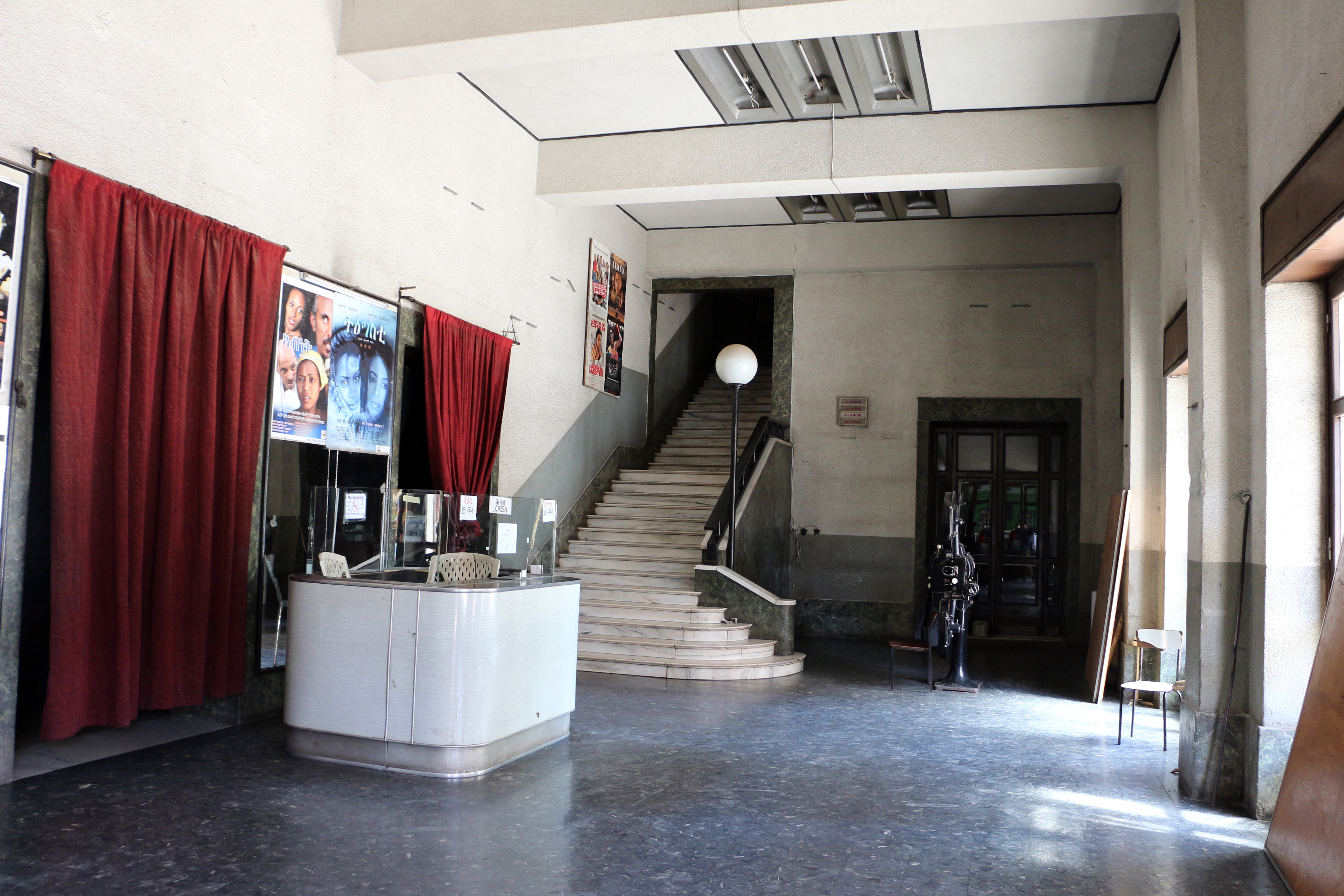
Interior

O Cinema Impero (em português, Cinema Império) é um cinema de estilo art déco localizado em Asmara, capital da Eritreia. Foi construído em 1937 pelas autoridades coloniais da Eritreia italiana. É uma atração turística na Asmara atual - juntamente com o famoso Edifício Fiat Tagliero e algumas outras estruturas da época colonial da Eritreia (incluindo o Palácio Presidencial e a Prefeitura) - que fizeram de Asmara Patrimônio da Humanidade pela UNESCO em 2017.

## História
O Cinema Impero foi o maior cinema construído em Asmara durante o último período da colonização italiana da Eritreia. Seu nome vem da conquista da Etiópia por Benito Mussolini e da proclamação do Império colonial italiano.
Atualmente o edifício continua funcionando como um cinema, e é considerado como uns dos melhores exemplos de arquitetura art déco do mundo.
O Cinema Impero continua estruturalmente são depois de 70 anos, não tendo sofrido danos nos vários conflitos que têm afetado o Corno de África durante o último século. 
É uma atração turística de Asmara, junto com o famoso edifício Fiat Tagliero e algumas outras estruturas do período colonial italiano da Eritreia, como o Palácio Presidencial e a Prefeitura.

## Descrição
A estrutura do edifício não se alterou substancialmente desde sua construção, tal como foi desenhado pelo arquiteto Mario Messina. A maior parte do equipamento e os assentos são originais. 
Quarenta e cinco luzes redondas decoram a fachada, com as palavras 'Cinema Impero' em letras iluminadas, colocadas em vertical. Vários pares de portas dão acesso ao cinema. Cada porta tem um grande pomo semicircular que forma um círculo completo com o de seu casal quando ambas estão fechadas.